# Туманян, Саргис Амаякович
Саргис Амаякович Туманян — советский хозяйственный, государственный и политический деятель.

## Биография
Родился в 1919 году в Эривани. Член КПСС.
С 1937 года — на хозяйственной, общественной и политической работе. В 1937—1988 гг. — инженер, инженер-конструктор, заместитель директора Ереванского научно-исследовательского института математических машин, директор Ереванского завода «Электрон», министр бытового обслуживания Армянской ССР.
За разработку и создание семейства ЭВМ «Наири» с микропрограммным принципом построения и встроенной системой автоматического программирования был в составе коллектива удостоен Государственной премии СССР в области науки и техники 1971 года.
Избирался депутатом Верховного Совета Армянской ССР 6-11-го созыва.
Умер в Ереване после 1992 года.